# Тимелія-криводзьоб бірманська
Тиме́лія-криводзьо́б бірманська (Pomatorhinus ochraceiceps) — вид горобцеподібних птахів родини тимелієвих (Timaliidae). Мешкає в Південно-Східній Азії.

## Опис
Довжина птаха становить 22-24 см. Верхня частина тіла коричнева, горло біле, груди білі або білувато-охристі. Голова оливково-коричнева, на обличчі чорна "маска", над очима широкі білі "брови". Дзьоб оранжевий, вигнутий.

## Підвиди
Виділяють чотири підвиди:
- P. o. stenorhynchus Godwin-Austen, 1877 — північний Ассам (гори Мішмі[en]) і північно-східна М'янма;
- P. o. austeni Hume, 1881 — Північно-Східна Індія (від гір Нага[en] до гір Бараїл[en] і Маніпуру);
- P. o. ochraceiceps Walden, 1873 — від східної М'янми до північного Індокитаю;
- P. o. alius Riley, 1940 — від північно-східного Таїланду до південного Індокитаю.

## Поширення і екологія
Бірманські тимелії-криводзьоби живуть у гірських і рівнинних вологих тропічних лісах, зокрема в лісах фокієни. Зустрічаються парами або сімейними зграйками до 6 птахів. Живляться переважно безхребетними, а також насінням і нектаром. Сезон розмноження триває з березня по липень. Гніздо кулеподібне, зроблене з бамбукового листя та сухої трави.